# The Structure and Distribution of Coral Reefs

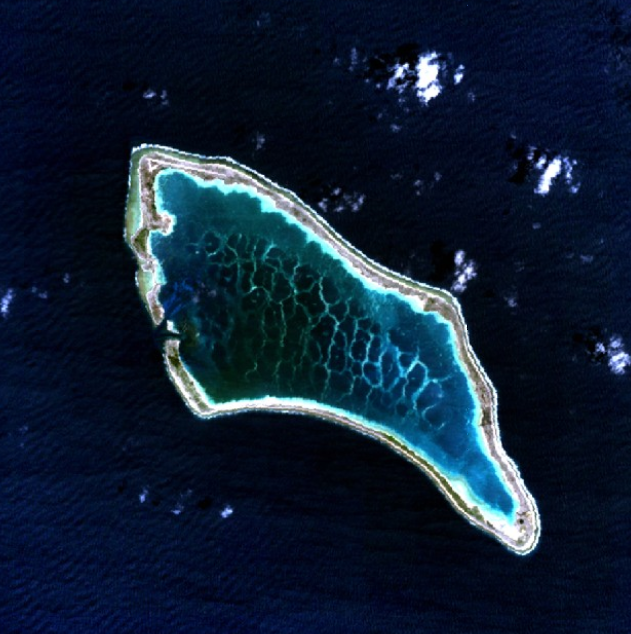
Ilha Kanton tipifica os atóis de coral isolados que pontilham o Oceano Pacífico

The Structure and Distribution of Coral Reefs, Being the first part of the geology of the voyage of the Beagle, under the command of Capt. Fitzroy, R.N. during the years 1832 to 1836, foi publicada em 1842 como a primeira monografia de Charles Darwin, e expôs sua teoria da formação de recifes de coral e atóis. Ele concebeu a ideia durante a viagem do Beagle ainda na América do Sul, antes de ter visto uma ilha de coral, e a escreveu enquanto o HMS Beagle cruzava o Oceano Pacífico, completando seu rascunho em novembro de 1835. As ordens de Robert FitzRoy do Almirantado incluíam a investigação de um atol como um importante objetivo científico da viagem. FitzRoy escolheu pesquisar as Ilhas Keeling no Oceano Índico. Os resultados apoiaram a teoria de Darwin de que os vários tipos de recifes de coral e atóis poderiam ser explicados pela elevação e subsidência de vastas áreas da crosta terrestre sob os oceanos.
O livro foi o primeiro volume de três que Darwin escreveu sobre a geologia que havia investigado durante a viagem e foi amplamente reconhecido como um importante trabalho científico que apresentou suas deduções de todas as observações disponíveis sobre esse grande assunto. Em 1853, Darwin foi premiado com a medalha real da Royal Society pela monografia e por seu trabalho em cracas. A teoria de Darwin de que os recifes de coral se formaram à medida que as ilhas e áreas circundantes da crosta afundaram tem sido apoiada por investigações modernas e não é mais contestada, enquanto a causa da subsidência e elevação das áreas da crosta continuou a ser um assunto de discussão.